# Aufbauprinzip
Das Aufbauprinzip ist ein von Niels Bohr 1921 entwickeltes Konzept, um das periodische Auftreten der chemischen Eigenschaften im Periodensystem der Elemente mithilfe der Eigenschaften der Atomhülle erklären zu können. Es wird verwendet, um die Anordnung der Elektronen in Atomen, Molekülen oder Ionen im energetisch niedrigsten Zustand zu ermitteln. Dem Prinzip liegt ein Prozess zu Grunde, der das sukzessive Auffüllen der Atomhülle mit Elektronen beschreibt. Elektrostatisch angezogen durch die Protonen im Atomkern sucht jedes neu hinzugefügte Elektron für sich den Zustand geringster Energie. Dieser befindet sich in dem Atomorbital, das die niedrigste Energie hat und noch nicht voll besetzt ist, wobei die maximale Elektronenanzahl in jedem Orbital durch das Pauli-Prinzip gegeben ist. In diesem Orbital verbleibt das Elektron auch, wenn weitere Elektronen hinzu kommen, denn die energetische Reihenfolge der Orbitale bleibt bei steigender Elektronenzahl fast immer erhalten. Daher sind die Atomhüllen aller Atome in ihrem Innern gleich aufgebaut, nur dass mit steigender Kernladung die Orbitale fester gebunden werden und sich enger um den Kern konzentrieren.
Nach dem Prinzip füllen die Elektronen die Orbitale immer so auf, dass die Hülle den Zustand einnimmt, der im Rahmen des Modells unabhängiger Teilchen die geringstmögliche Energie hat.  Wenn für ein Elektron mehrere Orbitale mit gleicher Energie zur Auswahl stehen, wird laut den Hundschen Regeln aufgrund von Mehrteilcheneffekten ein unbesetztes Orbital bevorzugt.
Das Aufbauprinzip kann analog auch herangezogen werden, um die Anordnung von Protonen und Neutronen im Atomkern zu beschreiben.

## Das Madelung-Energieschema

Die Orbitale der Atomhülle werden in der Reihenfolge des Pfeils mit Elektronen besetzt.

Die Reihenfolge, nach der die Elektronen die Orbitale besetzen, wird durch die {\displaystyle n+l}-Regel beschrieben (auch bekannt als die Madelung-Regel nach Erwin Madelung oder die Klechkowski-Regel in manchen, meist französischsprachigen Ländern oder die Moeller-Regel in manchen, meist spanischsprachigen Ländern):
- Orbitale mit einem kleineren {\displaystyle n+l}-Wert werden vor den Orbitalen mit einem größeren Wert gefüllt.
  - {\displaystyle n}: Hauptquantenzahl
  - {\displaystyle l}: Nebenquantenzahl
- Falls die {\displaystyle n+l}-Werte gleich sind, wird das Orbital mit dem kleineren {\displaystyle n}-Wert zuerst gefüllt.

Dieses Verhalten der Elektronen wurde experimentell durch die spektroskopischen Eigenschaften der Elemente herausgefunden. Die quantenmechanische Erklärung der Regel basiert auf der Gesamtanzahl der Knoten in einem Orbital, was den Energiezustand widerspiegelt, sowie auf der bei größerem {\displaystyle l} stärkeren Abschirmung des anziehenden Kernpotentials durch die anderen Elektronen.
Konkret werden die Elektronen der Reihe nach in folgende Orbitale eingegliedert (vgl. Abb. rechts):

1s ⇒ 2s ⇒ 2p ⇒ 3s ⇒ 3p ⇒ 4s ⇒ 3d ⇒ 4p ⇒ 5s ⇒ 4d ⇒ 5p ⇒ 6s ⇒ 4f ⇒ 5d ⇒ 6p ⇒ 7s ⇒ 5f ⇒ 6d ⇒ 7p
Hinweis: Das Madelung-Energieschema kann nur auf neutrale Atome in ihrem Grundzustand angewendet werden. (Siehe Ausnahmen)
Erläuterung zum rechten Bild:
Die Orbitale der Atomhülle werden in der Reihenfolge des Pfeils mit Elektronen besetzt. Von links nach rechts sind die Orbitale der Atomhülle aufgezählt (steigende Nebenquantenzahl {\displaystyle l}) und von oben nach unten die Schalen (steigende Hauptquantenzahl {\displaystyle n}), jeweils mit Buchstaben als entsprechendes Kürzel. Die hochgestellten Zahlen geben jeweils an, wie viele Elektronen sich maximal im Orbital oder in der Schale aufhalten können. Der für die Besetzung entscheidende Wert {\displaystyle n+l} nimmt in dieser Darstellung diagonal nach rechts unten zu. Daher haben alle Orbitale auf Linien senkrecht zu dieser Richtung jeweils den gleichen Wert {\displaystyle n+l}. Gemäß der Regel werden in diesem Fall zunächst die Orbitale mit den kleineren {\displaystyle n}-Werten besetzt, d. h. die einzelnen Diagonalen werden von rechts oben nach links unten durchlaufen. Der blass dargestellte Bereich ist theoretischer Natur, da noch keine Atome mit so vielen Elektronen und den damit erforderlichen großen Kernen entdeckt oder erzeugt werden konnten.

## Ausnahme
Nicht bei allen Atomen folgt die Besetzung der Schalen der obigen einfachen Aufbauregel. Grund sind relativistische Effekte und Effekte aufgrund der Korrelationen mehrerer Elektronen untereinander, die bei größerer Ordnungszahl eine immer größere Rolle spielen, aber innerhalb dieser Aufbauregeln noch nicht berücksichtigt sind. Beispiele von Elementen, die sich anders verhalten:
- Bei Lanthan besetzt zuerst ein Elektron ein Orbital der 5d-Unterschale, bevor 4f aufgefüllt wird; bei Actinium besetzt entsprechend ein Elektron 6d, bevor 5f aufgefüllt wird. Die Elektronen besetzen zuerst leere Orbitale innerhalb einer Unterschale.

- Bei Kupfer und Chrom wechselt ein Elektron des 4s-Orbitals in das 3d-Orbital, sodass das 4s-Orbital trotz seines niedrigeren Energieniveaus nur einfach besetzt ist. Allerdings sind so die 3d-Orbitale halb (Chrom) bzw. vollständig (Kupfer) besetzt.

Die Elektronenkonfigurationen jenseits des Elementes  Rutherfordium (Ordnungszahl: 104) sind noch nicht eindeutig bestätigt bzw. bewiesen.

Das folgende Periodensystem und die folgende Liste geben einen Überblick über die Ausnahmen. Dabei wurden die auffälligsten Gemeinsamkeiten zusammengefasst.

### Auszug aus dem Periodensystem
| Gruppe                   | 1                        | 2                        | 3                               | 4                               | 5                               | 6                               | 7                               | 8                                    | 9                                    | 10                                   | 11                                   | 12                                   | 13                    | 14                    | 15                    | 16             | 17             | 18             |
| ------------------------ | ------------------------ | ------------------------ | ------------------------------- | ------------------------------- | ------------------------------- | ------------------------------- | ------------------------------- | ------------------------------------ | ------------------------------------ | ------------------------------------ | ------------------------------------ | ------------------------------------ | --------------------- | --------------------- | --------------------- | -------------- | -------------- | -------------- |
| Besetzung                |                          |                          | d1                              | d2                              | d3                              | d4                              | d5                              | d6                                   | d7                                   | d8                                   | d9                                   | d10                                  |                       |                       |                       |                |                |                |
| 4                        | 19 K                     | 20 Ca                    | 21 Sc                           | 22 Ti                           | 23 V                            | 24 Cr                           | 25 Mn                           | 26 Fe                                | 27 Co                                | 28 Ni                                | 29 Cu                                | 30 Zn                                | 31 Ga                 | 32 Ge                 | 33 As                 | 34 Se          | 35 Br          | 36 Kr          |
| 5                        | 37 Rb                    | 38 Sr                    | 39 Y                            | 40 Zr                           | 41 Nb                           | 42 Mo                           | 43 Tc                           | 44 Ru                                | 45 Rh                                | 46 Pd                                | 47 Ag                                | 48 Cd                                | 49 In                 | 50 Sn                 | 51 Sb                 | 52 Te          | 53 I           | 54 Xe          |
| 6                        | 55 Cs                    | 56 Ba                    | 57–71                           | 72 Hf                           | 73 Ta                           | 74 W                            | 75 Re                           | 76 Os                                | 77 Ir                                | 78 Pt                                | 79 Au                                | 80 Hg                                | 81 Tl                 | 82 Pb                 | 83 Bi                 | 84 Po          | 85 At          | 86 Rn          |
| 7                        | 87 Fr                    | 88 Ra                    | 89–103                          | 104 Rf                          | 105 Db                          | 106 Sg                          | 107 Bh                          | 108 Hs                               | 109 Mt                               | 110 Ds                               | 111 Rg                               | 112 Cn                               | 113 Nh                | 114 Fl                | 115 Mc                | 116 Lv         | 117 Ts         | 118 Og         |
|                          |                          |                          |                                 |                                 |                                 |                                 |                                 |                                      |                                      |                                      |                                      |                                      |                       |                       |                       |                |                |                |
|                          | Besetzung                | Besetzung                | f1                              | f2                              | f3                              | f4                              | f5                              | f6                                   | f7                                   | f8                                   | f9                                   | f10                                  | f11                   | f12                   | f13                   | f14            | d1             |                |
|                          | Lanthanoide              | Lanthanoide              | 57 La                           | 58 Ce                           | 59 Pr                           | 60 Nd                           | 61 Pm                           | 62 Sm                                | 63 Eu                                | 64 Gd                                | 65 Tb                                | 66 Dy                                | 67 Ho                 | 68 Er                 | 69 Tm                 | 70 Yb          | 71 Lu          |                |
|                          | Actinoide                | Actinoide                | 89 Ac                           | 90 Th                           | 91 Pa                           | 92 U                            | 93 Np                           | 94 Pu                                | 95 Am                                | 96 Cm                                | 97 Bk                                | 98 Cf                                | 99 Es                 | 100 Fm                | 101 Md                | 102 No         | 103 Lr         |                |
|                          |                          |                          |                                 |                                 |                                 |                                 |                                 |                                      |                                      |                                      |                                      |                                      |                       |                       |                       |                |                |                |
| Halb besetztes d-Orbital | Halb besetztes d-Orbital | Halb besetztes d-Orbital | Keine 8 Elektronen im d-Orbital | Keine 8 Elektronen im d-Orbital | Keine 8 Elektronen im d-Orbital | Keine 8 Elektronen im d-Orbital | Keine 8 Elektronen im d-Orbital | Elektron vom s-Orbital ins d-Orbital | Elektron vom s-Orbital ins d-Orbital | Elektron vom s-Orbital ins d-Orbital | Elektron vom s-Orbital ins d-Orbital | Elektron vom s-Orbital ins d-Orbital | Erst d-Orbital füllen | Erst d-Orbital füllen | Erst d-Orbital füllen | Unbekannt      | Unbekannt      | Unbekannt      |
| Voll besetztes d-Orbital | Voll besetztes d-Orbital | Voll besetztes d-Orbital | Keine 8 Elektronen im f-Orbital | Keine 8 Elektronen im f-Orbital | Keine 8 Elektronen im f-Orbital | Keine 8 Elektronen im f-Orbital | Keine 8 Elektronen im f-Orbital | Elektron vom f-Orbital ins d-Orbital | Elektron vom f-Orbital ins d-Orbital | Elektron vom f-Orbital ins d-Orbital | Elektron vom f-Orbital ins d-Orbital | Elektron vom f-Orbital ins d-Orbital | andere Ausnahmen      | andere Ausnahmen      | andere Ausnahmen      | keine Ausnahme | keine Ausnahme | keine Ausnahme |

### Liste
| Ordnungszahl                             | Chemisches Element | Nach Aufbauprinzip | Echte E-Konfiguration |
| ---------------------------------------- | ------------------ | ------------------ | --------------------- |
| Halbbesetztes d-Orbital                  |                    |                    |                       |
| 24                                       | Chrom              | [Ar] 3d4 4s2       | [Ar] 3d5 4s1          |
| 42                                       | Molybdän           | [Kr] 4d4 5s2       | [Kr] 4d5 5s1          |
| Vollbesetztes d-Orbital                  |                    |                    |                       |
| 29                                       | Kupfer             | [Ar] 3d9 4s2       | [Ar] 3d10 4s1         |
| 47                                       | Silber             | [Kr] 4d9 5s2       | [Kr] 4d10 5s1         |
| 79                                       | Gold               | [Xe] 4f14 5d9 6s2  | [Xe] 4f14 5d10 6s1    |
| Keine acht Elektronen im d-Orbital       |                    |                    |                       |
| 28                                       | Nickel             | [Ar] 3d8 4s2       | [Ar] 3d9 4s1          |
| 46                                       | Palladium          | [Kr] 4d8 5s2       | [Kr] 4d10 5s0         |
| 78                                       | Platin             | [Xe] 4f14 5d8 6s2  | [Xe] 4f14 5d9 6s1     |
| Keine acht Elektronen im f-Orbital       |                    |                    |                       |
| 64                                       | Gadolinium         | [Xe] 4f8 6s2       | [Xe] 4f7 5d1 6s2      |
| 96                                       | Curium             | [Rn] 5f8 7s2       | [Rn] 5f7 6d1 7s2      |
| Erst das leere d-Orbital auffüllen       |                    |                    |                       |
| 57                                       | Lanthan            | [Xe] 4f1 6s2       | [Xe] 5d1 6s2          |
| 89                                       | Actinium           | [Rn] 5f1 7s2       | [Rn] 6d1 7s2          |
| 90                                       | Thorium            | [Rn] 5f2 7s2       | [Rn] 6d2 7s2          |
| Ein Elektron vom s-Orbital ins d-Orbital |                    |                    |                       |
| 41                                       | Niob               | [Kr] 4d3 5s2       | [Kr] 4d4 5s1          |
| 44                                       | Ruthenium          | [Kr] 4d6 5s2       | [Kr] 4d7 5s1          |
| 45                                       | Rhodium            | [Kr] 4d7 5s2       | [Kr] 4d8 5s1          |
| Ein Elektron vom f-Orbital ins d-Orbital |                    |                    |                       |
| 58                                       | Cer                | [Xe] 4f2 6s2       | [Xe] 4f1 5d1 6s2      |
| 91                                       | Protactinium       | [Rn] 5f3 7s2       | [Rn] 5f2 6d1 7s2      |
| 92                                       | Uran               | [Rn] 5f4 7s2       | [Rn] 5f3 6d1 7s2      |
| 93                                       | Neptunium          | [Rn] 5f5 7s2       | [Rn] 5f4 6d1 7s2      |
| Andere Ausnahmen                         |                    |                    |                       |
| 103                                      | Lawrencium         | [Rn] 5f14 6d1 7s2  | [Rn] 5f14 7s2 7p1     |

1. 1 2  Bei Nickel sind, nach aktuellen Wissenstand, beide Elektronenkonfigurationen möglich.
2. 1 2  Bei Lawrencium legen quantenmechanische Untersuchungen eine Abweichung der Elektronenkonfigurationen nahe.